# Обер, Александр Лаврентьевич
Алекса́ндр Лавре́нтьевич О́бер (1835, Москва — 14 сентября 1898, Берлин) — русский архитектор и реставратор, один из основателей Московского архитектурного общества. Старший брат архитектора и скульптора Артемия Обера.

## Биография
Родился в 1835 году в Москве. Его отец, Лаврентий Николаевич Обер (1802—1884) был управляющим Конторой императорских московских театров.
В 1857 году окончил обучение в Московском дворцовом архитектурном училище, получив звание архитекторского помощника. В 1857—1882 годах состоял архитектором Императорских театров в Санкт-Петербурге. Участвовал в постройке Михайловского театра.
В 1863 году А. Л. Обер был удостоен звания архитектора придворного ведомства. В том же году переехал в Москву. В 1867 году вместе с группой единомышленников основал Московское архитектурное общество.  С 1873 года служил московским участковым архитектором Пречистенской части. В 1870-е годы руководил реставрацией Сухаревой башни.
С 1885 года был членом-корреспондентом, а с 1890 года — действительным членом Московского археологического общества.
С 1888 года состоял членом Строительного совета при Московской городской управе и архитектором Московского городского Общества Взаимного от огня страхования.
А. Л. Обер также был помощником архитектора Оружейной палаты.
В 1896 году участвовал в подготовке Москвы к коронационным торжествам (оформлял Тверскую улицу от Триумфальных ворот до дома генерал-губернатора).
Оберу принадлежал дом № 11 по Пожарскому переулку.
Умер 14 сентября 1898 года в Берлине.

## Постройки

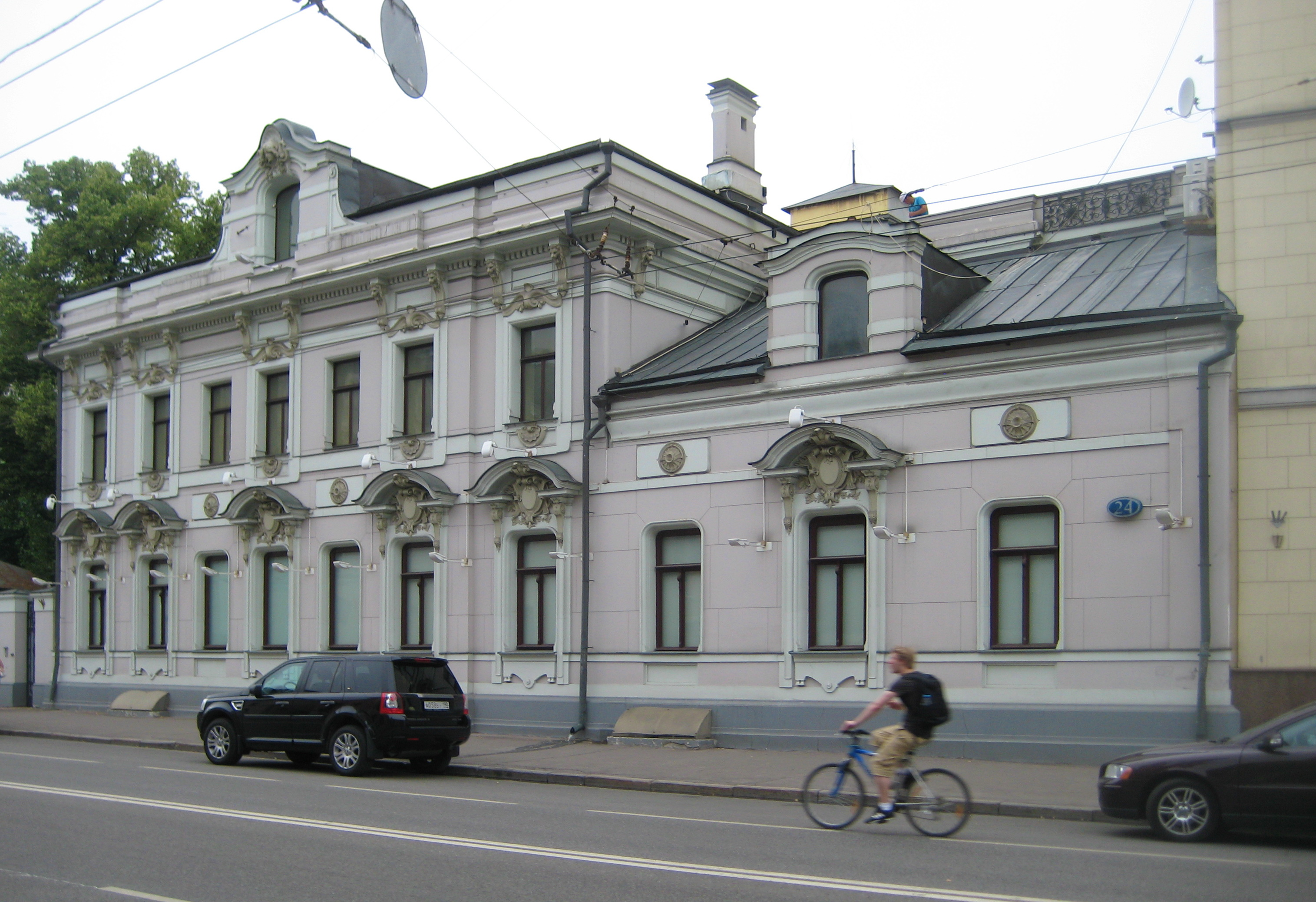
Особняк Лыжина — Е. Е. Карташова

- Доходный дом (1868, Москва, Вознесенский переулок, 20), снесён в 2003 году;
- Перестройка дома (1874, Москва, Пречистенка, 17/10 — Сеченовский переулок, 10/17)[4];
- доходный дом (Пречистенка, 17/9 — Барыковский переулок, 9/17)[4];
- Доходный дом Е. П. Рогаль-Ивановской (1874, Москва, Малая Лубянка, 16/4 — Сретенский переулок, 4/16)[4];
- Особняк А. И. Иевлева (1879, Москва, Гоголевский бульвар, 9);
- Храм во имя Святого Николая Чудотворца в Рукавишниковском исправительном приюте для подростков-правонарушителей (1879, Москва, Смоленская-Сенная площадь, 30)[4][5];
- Доходное владение И. О. и А. И. Цыплаковых (1881, Москва, Кривоколенный переулок, 10, стр. 4)[4];
- Народная столовая Общества поощрения трудолюбия (1883, Москва, 1-й Николощеповский переулок, 6)[4];
- Церковь Иконы Божией Матери Всех Скорбящих Радость в имении Рукавишниковой Грачёвка (1883—1885, д. Баранцево Солнечногорского района Московской области), не сохранилась[6];
- Центральные Московские городские бойни (1888, Москва, Сибирский проезд, 2), совместно с Р. П. Саблиным;
- Александровский пассаж (1890-е, Москва), не сохранился;
- Богадельня Боевых (1890, Москва, Стромынка, 10);
- Церковь Николая Чудотворца в богадельне им. Боевых (1893—1894, Москва, Стромынка, 10)[7];
- Дом бесплатных квартир (1896, Москва, Протопоповский переулок, 19);
- Доходный дом А. А. Бахрушина (1896, Москва, Петровский переулок, 5), выявленный объект культурного наследия[4];
- Коронационное убежище И. Д. Баева (1899, Москва, Улица Короленко, 3)[4].
- Остоженка № 24 — Особняк Лыжина — Е. Е. Карташова (1830-е; 1875—1878, архитектор А. Л. Обер; 1902), объект культурного наследия регионального значения